# Pomatias rivularis
Pomatias rivularis ist eine auf dem Land lebende Schnecken-Art aus der Familie der Landdeckelschnecken (Pomatiidae) in der Ordnung der Sorbeoconcha.

## Merkmale
Das kugelig-konische, eng genabelte, sehr festschalige Gehäuse ist 11,5–16 mm hoch und 11 bis 17 mm breit. Es hat 4 bis 5 sehr stark konvex gewölbte und rasch zunehmende Windungen, und eine tiefe Naht. Die zwei embryonalen Windungen sind glatt. Auf den postembryonalen Windungen besteht die Ornamentierung aus kräftigen Spiralrippen und deutlich schwächeren Radialrippen. Das retikulate Muster tritt daher nicht sehr deutlich hervor. Die letzte Windung nimmt etwa die Hälfte der Gehäusehöhe ein. Die Mündung ist annähernd rund, am oberen Ende nur leicht gewinkelt. Der Mündungsrand ist gerade und stumpf. Der Mundsaum berührt die Mündungswand nur sehr wenig. Die embryonale Windungen sind rötlich bis rötlich-braun gefärbt. Die folgenden Windungen sind grau bis rötlich.
Das Operkulum hat 3 bis 4 Windungen. Der Nucleus ist verkalkt und liegt nur leicht exzentrisch, zum Spindelrand hin verschoben. Das Flügelfeld ist vergleichsweise klein. Die innere Oberfläche ist konkav gewölbt. Die innere hornige Schicht ist blass und durchscheinend, und man kann die vergleichsweise wenigen und kurzen Mikrokanäle der verkalkten oberen Schicht durch die Hornschicht sehen. Die „Naht“ des Operkulums bildet eine kleine ringförmige Erhebung.

### Ähnliche Art
Die Gehäuse von Pomatias rivularis sind etwas breiter als die Gehäuse der Schönen Landdeckelschnecke (Pomatias elegans) und besitzen auch eine kräftigere Spiralrippung. Im Operkulum von Pomatias rivularis sind die Mikrokanäle der kalkigen Schicht kürzer und weniger zahlreich. Das Flügelfeld („alate area“) des Operkulums ist kleiner.

## Geographische Verbreitung und Lebensraum
Das Verbreitungsgebiet von Pomatias rivularis zieht sich von Nordostungarm über Kroatien, Serbien, Bosnien und Herzegowina, Montenegro, Bulgarien, Rumänien, Ukraine und die Türkei bis in den Nordkaukasus (Dagestan, Südrussland) und den Nordiran.
Die Tiere leben in der Laubstreu unter Gebüsch und alten Laubwäldern, oft auf etwas feuchteren Böden. In Bulgarien steigt die Art bis auf 1200 m über Meereshöhe an.

## Taxonomie
Das Taxon wurde 1829 von Eduard Eichwald als Cyclostoma rivularis erstmals beschrieben. Die Fauna Europaea listet folgendes Synonym:
- Cyclostoma costulatum Rossmässler, 1837

Russische Autoren unterteilen die Gattung in zwei Untergattungen, Pomatias (Pomatias) und Pomatias (Eichwaldipoma) Starobogatov & Anistratenko, 1991. Diese Untergattungsgliederung wird jedoch von anderen Autoren nicht akzeptiert (z. B. Fauna Europaea). Cyclostoma rivularis Eichwald, 1829 ist die Typusart der Untergattung Pomatias (Eichwaldipoma) Starobogatov & Anistratenko, 1991.

## Belege

### Online
- Animal Base: Species summary for Pomatias rivularis